# أرسنال موسم 2015–16
كان موسم 2015–16 هو الموسم الرابع والعشرون لنادي أرسنال في الدوري الإنجليزي الممتاز والموسم التسعين على التوالي في دوري الدرجة الأولى لكرة القدم الإنجليزية.   دخل النادي الموسم بصفته حامل لقب كأس الاتحاد الإنجليزي،  وشارك في الدوري الإنجليزي الممتاز وكأس الاتحاد الإنجليزي وكأس الرابطة والدرع الخيرية ودوري أبطال أوروبا. ويغطي الموسم الفترة من 1 يوليو 2015 إلى 30 يونيو 2016.